# Reparationskommission
Als Reparationskommission wurden verschiedene Organe der Siegermächt bezeichnet, die nach dem Ersten und Zweiten Weltkrieg die Höhe, Annuitäten und Zahlungsmodi der zu leistenden Reparationen festlegen sollten.

## Erster Weltkrieg

### Reparationen aus Deutschland
Der Friedensvertrag von Versailles sah in Artikel 233 einen interalliierten Ausschuss vor, der den Namen „Wiedergutmachungsausschuß“ trug und den Betrag der deutschen Reparationen festsetzen sollte. Die Vereinigten Staaten von Amerika, Großbritannien, Frankreich, Italien, Japan, Belgien und der serbo-kroatisch-slovenische Staat entsandten je einen Delegierten. Dies waren die Vertreter der Entente ohne Russland, das nach dem Friedensvertrag von Brest-Litowsk nicht am Versailler Vertrag beteiligt war und im Vertrag von Rapallo 1922 auf Reparationen verzichtete. An den Beratungen und Abstimmungen des Ausschusses nahmen immer nur fünf Delegierte teil, darunter stets die Delegierten der Vereinigten Staaten, Großbritanniens, Frankreichs und Italiens, die Vertreter Japans nur zu Fragen der Seeschäden, der Vertreter des serbo-kroatisch-slovenische Staates nur zu Fragen bezüglich Österreich, Ungarn oder Bulgarien.
Die Befugnisse der Kommission waren weitreichend: In ihrer Hand lag die Überwachung und Auslegung der Bestimmungen des Vertrages von Versailles.
Zunächst wurde durch die Kommission die Gesamthöhe der Reparation beschlossen und ein Zahlungsplan aufgestellt, der ab dem 1. Mai 1921 wirksam war. Anschließend überwachte sie die Zahlungsfähigkeit der Weimarer Republik und entschied gegebenenfalls über einen Aufschub der Reparationszahlungen.
Die Forderungen gegen Deutschland beliefen sich zunächst auf eine Abschlagszahlung von 20 Milliarden Goldmark, von Bulgarien wurden 2,25 Milliarden Goldfranken verlangt. Am 5. Mai 1921 setzte die Reparationskommission die Kapitalsumme, die Deutschland zu tilgen und zu verzinsen hatte, auf 132 Milliarden Goldmark fest.
Wegen der immer größeren wirtschaftlichen Probleme des Deutschen Reiches forderten die Alliierten auch Sachleistungen (Stahl, Holz, Kohle) ein. Am 26. Dezember 1922 stellte die Reparationskommission einstimmig fest, dass Deutschland mit den Reparationslieferungen im Rückstand war. Am 9. Januar 1923 behauptete die Reparationskommission, die Weimarer Republik halte absichtlich Lieferungen zurück. Unter anderem seien 1922 statt geforderter 13,8 Millionen Tonnen Kohle nur 11,7 Millionen und statt 200.000 Telegraphenmasten nur 65.000 geliefert worden. Dies nahm Frankreich als Anlass zum Einmarsch in das Ruhrgebiet (siehe Ruhrbesetzung). Die Reichsregierung rief zum Generalstreik im gesamten besetzten Gebiet auf und finanzierte ihn durch die Notenpresse, was zur deutschen Hyperinflation führte. Ende November 1923 beschloss die Reparationskommission, eine Expertenkommission einzuberufen, die die deutsche Zahlungsfähigkeit prüfen sollte. Dies war vorher nie geschehen. Das Ergebnis war der Dawes-Plan, der die Annuitäten senkte, die Höhe der Reparationsschuld aber offenließ. Der Dawes-Plan installierte auch einen Reparationsagenten, dem es oblag, den Transfer der von Deutschland aufgebrachten Reparationen in die Empfängerländer zu organisieren. Dieses Amt übernahm der Amerikaner Seymour Parker Gilbert. Die Reparationskommission war seitdem hauptsächlich dafür verantwortlich, die tatsächlich gezahlten Summen zu quittieren. Auf Initiative Gilberts und mit Zustimmung der Regierungen der Empfängerländer berief die Reparationskommission 1929 eine weitere Expertenkommission ein, die einen endgültigen Reparationsplan erstellen sollte, den Young-Plan. Mit dessen Inkrafttreten am 17. Mai 1930 stellte die Reparationskommission ihre Tätigkeit ein. Ihre Pflichten und die des Reparationsagenten übernahm die Bank für Internationalen Zahlungsausgleich (damals: Bank für den Internationalen Zahlungsausgleich).

### Reparationen aus Österreich
In Art. 179 des Vertrags von Saint-Germain wurde ein interalliierter Ausschuss eingesetzt, der im französischen Original als „Commission des réparations“, in der offiziellen deutschen Übersetzung als „Wiedergutmachungsausschuß“ bezeichnet wurde.
Ebenso wie im Vertrag von Versailles ernannten die Vereinigten Staaten von Amerika, Großbritannien, Frankreich und Italien sowie Japan und Belgien je einen Delegierten. Die Vertretung der übrigen Mächte (Griechenland, Polen, Rumänien, serbisch-kroatisch-slowenischer-Staat, Tschecho-Slowakei) erfolgte durch einen gemeinsamen Delegierten, der abwechselnd aus den Angehörigen dieser Mächte für je ein Jahrgewählt wurde. Der Ausschuss  hatte seinen Hauptsitz in Paris und sollte die Wiedergutmachungsleistungen feststellen und verwalten. Den Kommissionsvorsitz führte der jeweilige Vertreter Frankreichs. Den letzten Sitz nahm in Fragen der Seeschäden Japan, in Balkanfragen das Königreich Jugoslawien, ansonsten Belgien ein.
Angesichts der wirtschaftlichen Situation Österreichs kam es jedoch nicht einmal zur Festsetzung eines konkreten Betrages. Die Forderung von Reparationen selbst wurde auf der Haager Konferenz von 1930 aufgegeben.

## Zweiter Weltkrieg

### Reparationen aus Deutschland

#### Reparationskommission in Moskau
Zur Ausarbeitung eines detaillierten Planes für die Erhebung von deutschen Reparationen nach dem Zweiten Weltkrieg sollte nach dem Protokoll der Konferenz von Jalta eine alliierte Wiedergutmachungskommission in Moskau errichtet werden. Sie tagte von Juni bis Juli 1945 in Moskau. Die Beratungen waren durch einen scharfen Gegensatz der britischen und der sowjetischen Standpunkte bestimmt: Die sowjetischen Vertreter beriefen sich auf die Ergebnisse der Konferenz von Jalta, wo der amerikanische Präsident Franklin D. Roosevelt von einer Gesamtsumme von 20 Milliarden US-Dollar gesprochen hatte. Dies hatte er aber lediglich als Verhandlungsgrundlage ins Gespräch gebracht, und der britische Premierminister Winston Churchill hatte dem in Jalta ausdrücklich nicht zugestimmt. Die Briten waren gegen eine allzu hohe Reparationsbelastung Deutschlands, die verhindern würde, dass es nennenswert zum Welthandel beitrug. Vor allem beharrten sie auf dem first charge principle: Danach dürfe Deutschland nur zu Reparationsleistungen verpflichtet werden, wenn sein Eigenbedarf gedeckt war. Dadurch wollten sie verhindern, Hilfeleistungen für ihre Zone leisten und damit indirekt die Reparationen an die Sowjetunion finanzieren zu müssen. Dass die Demontagen in der sowjetischen Besatzungszone bereits begonnen hatten, noch bevor die Höhe der Reparationen feststanden, erboste die Briten ebenfalls. Der Reparationskommission gelang es immerhin, einen Verteilungsschlüssel festzulegen: Danach sollte die Sowjetunion 56 Prozent erhalten und die beiden Westmächte je 22 Prozent, verbunden jeweils mit der Verpflichtung, zehn Prozent zur Befriedigung der Reparationsansprüche weiterer Staaten zur Verfügung zu stellen. Ein statement of principles zu den deutschen Reparationsverpflichtungen, was ihre Hauptaufgabe gewesen war,  brachte sie aber nicht zustande. Mitte Juli wurden die Beratungen wegen unüberbrückbarer Gegensätze abgebrochen.

#### Interalliierte Reparationsagentur in Brüssel
In Teil II des Pariser Reparationsabkommens wurde die Interalliierte Reparationsagentur (Interallied Reparations Agency IARA) mit Sitz in Brüssel gegründet, die die Verteilung der Reparationsgüter auf die westlichen reparationsberechtigten Staaten ab September 1946 regelte. Grundlage für die Erhebung von Reparationen waren die alliierten Berichte über die deutsche Wirtschaft, die größtenteils in den unmittelbaren Nachkriegsjahren erstellt wurden. Sie verteilte nach eigenen Angaben Werte in Höhe von einer halben Milliarde Dollar und damit wesentlich weniger als von den Signatarstaaten geltend gemacht.

### Reparationen aus Österreich
Von Österreich wurden gem. Art. 21 des am 15. Mai 1955 mit den Alliierten geschlossenen Staatsvertrags (StV) „keine Reparationen verlangt, die sich aus dem Bestehen eines Kriegszustandes in Europa nach dem 1. September 1939 ergeben.“ Die Sowjetunion erhielt jedoch gem. Art. 22 StV für eine Geltungsdauer von dreißig Jahren Konzessionen auf in Österreich gelegene Ölfelder.